# Leptophlebia nebulosa
Leptophlebia nebulosa is een haft uit de familie Leptophlebiidae. De wetenschappelijke naam van de soort is voor het eerst geldig gepubliceerd in 1853 door Walker.
De soort komt voor in het Nearctisch gebied.